# Sola contigo
Sola contigo es una película argentina dirigida por Alberto Lecchi y protagonizada por Ariadna Gil.Ariadna, Leonardo Sbaraglia y Sabrina Garciarena. Fue estrenada el 14 de noviembre de 2013.

## Sinopsis
María Teresa es una mujer exitosa y sin embargo, tras años de luchar contra un pasado tortuoso no ha recuperado lo que más importa. En ese camino hacia la autodestrucción recibe una amenaza telefónica de muerte pero lo hará luego de pedir perdón a todos a los que le hizo daño.

## Reparto
- Ariadna Gil como María
- Leonardo Sbaraglia como Fuster
- Sabrina Garciarena como Florencia
- Gonzalo Valenzuela como Ezequiel
- Antonio Birabent como Torres
- Hugo Astar como Fermín
- Atilio Pozzobón como Cura
- Raúl Calandra como Baigorria
- Mariano Caligaris como Danese
- Fabián Rendo como Abogado
- Miguel Dao como Subinspector Aguirre
- Ariel Nuñez Di Croce como Flores
- Diego Freigedo como Ayudante Vázquez
- Anna Fantoni como Jessica (Hija 11)
- Agustina Navone como Lorena (Hija 13)
- Pablo Ini como Vendedor Mueblería
- Agustina Ipiña como Notera Valeria
- Lucas Merayo como Muchacho 1
- Martín Killi Prado como Muchacho 3
- Hernán Yanco como Empleado Shopping 1
- Homero González como Empleado Shopping 2
- Ana Sol Altmark como Mujer Tren
- Marcelo Durán como Raúl (Mozo Bar)
- Martín Sochi como Mozo Restaurante (as Martin Sochi)
- Carlos Delger como Choffer Ejército Salvación
- Gustavo Decurgez como Dr. Alejandro Piñeiro
- Gabriela Lecchi como Farmacéutica 1
- Rocío Cittadini como Niña Chorra
- Federico Barga como Niño Chorro
- Joselo Bella como Cliente Farmacia
- Carmen Conforti como Enfermera
- Carolina Varas como Recepcionista Terapia
- Victoria Navone como Lorena (Hija 5)
- Annie Zeller como Jessica (Hija 3)
- Iván Steinhardt como Hombre Mirón Bar
- Alejandra Tossi como Laura
- José Jurafsky como Saxofonista
- Carlos Santamaría como Voz en Off